# Hantes-Wihéries
Hantes-Wihéries est une section de la commune belge d'Erquelinnes, située en Région wallonne dans la province de Hainaut.

## Géographie

### Morphologie urbaine

#### Lieux dits
- Grand Pré.
- Grande Mée.
- Wihéries.

### Bois
- Bois d'Avesnes.

### Hydrographie
Le village est traversé par la rivière la Hantes qui prend sa source à Froidchapelle et qui se jette dans la Sambre à Labuissière.

## Évolution démographique
- Sources : INS, Rem. : 1831 jusqu'en 1970 = recensements, 1976 = nombre d'habitants au 31 décembre.

## Histoire
Les plus anciennes traces de constructions datent de l'époque romaine. 
Des monnaies Carolingiennes, plus précisément de Louis le Pieux, ainsi qu'un cimetière Franc ont été trouvés par des archéologues.

## Héraldique
|  | Blasonnement : De gueules à la fasce d'argent, accompagnée de 15 macles du même, huit en chef, posées 4 et 4 et 7 en pointe, posées 3, 3 et 1. - Arrêté royal : 27 octobre 1930 |

## Patrimoine et culture

### Patrimoine architectural
- L'église Saint-Rémi, construite probablement de la fin du XVIIe siècle et réaménager en style classique en 1772, tour porche du XIIIe siècle[2].
- Ferme d'En-Haut, ancienne propriété de l'abbaye d'Aulne construite en moellons de calcaire, la plupart du XVIIIe siècle[3].
- Presbytère, deuxième moitié du XVIIIe siècle[4].
- Ferme d'En-Bas, première moitié du XIXe siècle[4].
- Ancien château de Robaulx, Daté de 1715, ancienne demeure des seigneurs de Hantes, fortement remaniée en 1914 après son incendie[5].
- Ancien moulin de Grand Pré, bâtiments en moellons de calcaire construit sans doute au tournant des XVIIIe et XIXe siècles[5].
- L'ancienne maison communale construite en 1902.

## Enseignement
Ecole Communale d'Hantes-Wihéries, place du Jeu de Balle.